# ماسايوشي أوهيرا
ماسايوشي أوهيرا (باليابانية: 大平 正芳 أوهيرا ماسايوشي ) (12 مارس 1910 - 12 يونيو 1980) كان سياسي ياباني شغل منصب رئيس الوزراء الياباني التاسع والستين.

## روابط خارجية
- ماسايوشي أوهيرا على موقع الموسوعة البريطانية (الإنجليزية)
- ماسايوشي أوهيرا على موقع مونزينجر (الألمانية)